# Der Greifer (1958)
Der Greifer ist ein deutscher Kriminalfilm aus dem Jahr 1958, der unter der Regie von Eugen York entstand. In der Hauptrolle des während einer Ermittlung zwangspensionierten Kriminaloberkommissars Dennert ist Hans Albers zu sehen, als dessen Sohn Harry Hansjörg Felmy und als Harrys Freundin Ursula Susanne Cramer. Tragende Rollen sind mit Horst Frank, Mady Rahl, Werner Peters, Siegfried Lowitz, Maria Sebaldt, Ernst Stankovski und Agnes Windeck besetzt.
Die Uraufführung des Films fand am 20. März 1958 im Ufa-Palast in Köln statt.

## Handlung

Logo. Das obige Filmplakat von 1958 wurde von Helmuth Ellgaard entworfen.

Otto Dennert, auch „Der Greifer“ genannt, ist Kommissar der Mordkommission bei der Kriminalpolizei in Essen. Der Greifer ist wegen seiner unkonventionellen Methoden und seinen Kontakten zur sogenannten Unterwelt bekannt. Er steht kurz vor seiner Pensionierung, als die Stadt von einer Serie von Frauenmorden erschüttert wird. Während seiner Ermittlungen in dem Fall erreicht er die Altersgrenze und wird pensioniert. Dr. Schreiber wird sein Nachfolger und ermittelt nun zusammen mit Harry Dennert („Dennert Zwo“), Otto Dennerts Sohn. Man will den Frauenmörder so schnell wie möglich schnappen, um weiteren potentiellen Opfern Leid zu ersparen. Dennert ist von den Methoden seines Nachfolgers und deren Erfolg nicht überzeugt, zumal er bereits einen Verdacht gegen jemanden hegt. Mit Hilfe seiner ihm gewogenen Bekannten aus dem kriminellen Milieu versucht er, den Frauenmörder zu fassen – Ruhestand hin oder her.
Nachdem Ursula Brandt, die neue Freundin von Harry Dennert, einen Überfall des Frauenmörders knapp überstanden hat, gibt es erstmals eine Zeugin, die ihn identifizieren könnte. Als sie zufällig in einem Zeitungsbericht das Foto von Josef Schmitz sieht, der der Tochter von Dennerts Bekannten Mücke das Leben gerettet hat, erkennt sie in ihm den Frauenmörder. Daraufhin wird nach Schmitz gefahndet. Dieser ergreift die Flucht und findet Unterschlupf bei den Eheleuten Mücke, von denen er nun Dankbarkeit wegen der Rettung ihrer Tochter Evchen einfordert. Bei einem Besuch in Mückes Gaststätte bemerkt Dennert deren Zwangslage und alarmiert seinen Sohn. Schmitz flüchtet aus seinem Versteck und verschanzt sich, bewaffnet mit Handgranaten, in einem Kindergarten. Dennert gelingt es, Schmitz in ein Gespräch zu verwickeln, während sein Sohn unter Mithilfe von Mücke in den verschlossenen Kindergarten eindringt. Bei seiner Festnahme wird er angeschossen und kann noch eine gezündete Handgranate aus dem Fenster werfen. Die Explosion trifft Otto Dennert, der die erlittenen Verletzungen zum Glück überlebt.

## Hintergrund, DVD-Veröffentlichung
Hans Albers spielte die Rolle des „Greifers“ erstmals in dem Spielfilm Der Greifer von Richard Eichberg von 1930.
Hansjörg Felmy (Kommissar Haferkamp) und Siegfried Lowitz (Der Alte) spielten 20 Jahre später selber namhafte Kommissare im Fernsehen. Felmy spielte als Haferkamp auch einen Ermittler in Essen.
Filmjuwelen gab den Film am 17. Mai 2019 innerhalb der Reihe „Juwelen der Filmgeschichte“ auf DVD heraus. Ein 28-seitiges Booklet liegt der DVD als Bonusmaterial bei, der Kinotrailer und ein Original-Prospekt ergänzen das Bonusmaterial.

## Kritik
Das Lexikon des internationalen Films zeigte sich wenig begeistert: „Krampfhaft um Spannung bemühter, ebenso überladener wie biederer Kriminalfilm mit Hans Albers, der auf den Klischeetyp des alternden, sentimentalen Helden festgelegt wurde.“
Zu einer ähnlichen Einschätzung gelangte der Evangelische Film-Beobachter: „Harmlos, jedoch nicht gerade wirklichkeitsnah. Der auf etwas Rührung angelegte Stil ist nicht jedermanns Sache.“
Dagegen meinte Der Spiegel anlässlich einer Fernsehausstrahlung im Jahr 1988: „‚Beim ersten Mal, da tut’s noch weh‘, singt Hans Albers in diesem Film von 1957, drei Jahre vor seinem Tod. Erstaunlicherweise spielt das Idol hier differenziert einen pensionierten Kommissar, nicht die übliche Hoppla-jetzt-komm-ich-Charge.“
Die Redaktionskritik der Cinema fiel positiv aus. Dort hieß es: „Die nicht wesentlich neue Aspekte aufwerfende Fassung aus den 1950er-Jahren überzeugt durch die gute Auswahl und Zusammenstellung der Schauspieler. Besonders Horst Frank, gestorben am 25. Mai 1999 in Heidelberg, als psychopathischer Mörder liefert eine gute Darstellung ab. Mit der herrlich komischen Agnes Windeck als Mutter des Mörders bekommt der Film sogar einige typisch englisch anmutende Züge schwarzen Humors.“
Der Autor und Kritiker Falk Schwarz titelte: „Furchtlos, handfest und autoritär“ und fuhr fort: „‚Wo ich bin, ist vorne‘ – Hans Albers Figuren und seine Person sind einfach raumgreifend. Dabei nimmt dieser Film geschickt Motive auf, die Albers in anderen Filmen gespielt hat: der Abschied vom Beruf, die Pensionierung, das Nicht-Mehr-Gebrauchtsein (‚Der letzte Mann‘). ‚Beim ersten Mal da tut’s noch weh‘ singt er im Lokal ‚Mücke‘ und zitiert sich selber aus Große Freiheit Nr. 7. Drehbuchautor Curt Johannes Braun (Jg 1903), der schon bei dem ersten ‚Greifer‘-Film 1930 als Autor dabei war, verwob die alte Idee mit einer neuen Handlung.“ Trotz seiner mittlerweile 69 Jahre lasse Albers „mit seiner polternden Art Melancholie zu“. Das ‚Shootout‘ der letzten Szene gebe „Albers noch einmal Gelegenheit, furchtlos und handfest unter eigener Gefährdung den Fall zu lösen. Ein Held vielleicht, aber eben auch ein gebrochener. Diese Ambivalenz spiel[e] Albers ausgezeichnet.“ Schwarz endet mit den Worten: „Ekkehard Kyrath hat überdies Bilder aus dem Kohlenpott mitgebracht, die einem ‚Film Noir‘ Ehre machen würden. Chapeau also für Regisseur Eugen York, Hans Albers und das Team.“